# Окраска животных

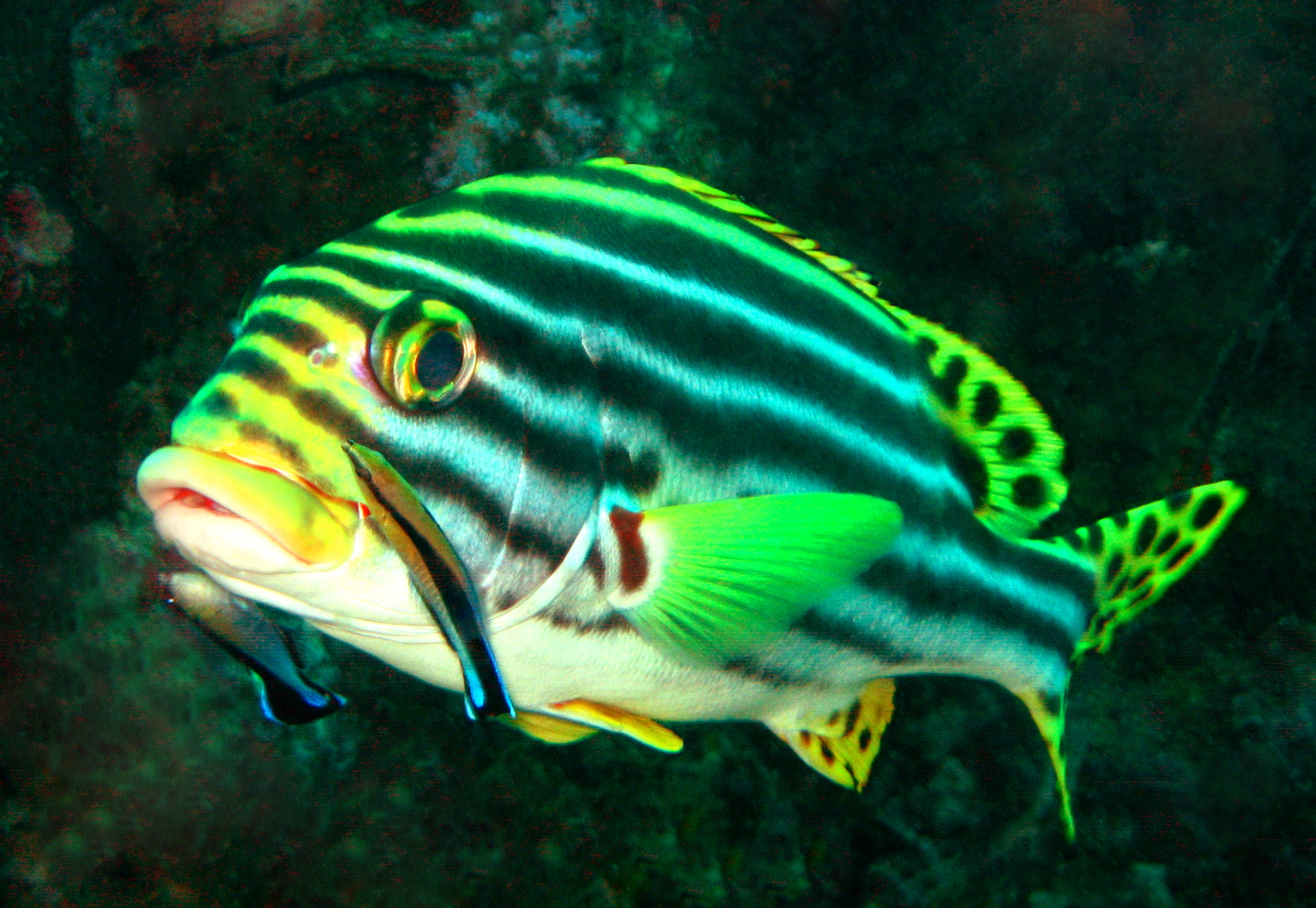
Морская рыба Plectorhinchus vittatus ждет, пока два губана-чистильщика Labroides dimidiatus с ярким рисунком собирают паразитов с её кожи. Пятнистый хвост и рисунок плавников этой рыбы сигнализируют о её половой зрелости; поведение и внешний вид рыб-чистильщиков сигнализируют о том, что они больше пригодны для очистки, чем в качестве добычи.

Окраска животного — основная характеристика, наряду с формой тела, общего внешнего вида животного, возникающая в результате отражения или излучения света от его поверхности. Некоторые животные окрашены ярко, в то время как другие труднозаметны. У некоторых видов, таких как павлин, самцы имеют четкие узоры, яркие цвета и переливаются, тогда как самки гораздо менее заметны.
Есть несколько различных причин, по которым у животных появилась та или иная окраска. Камуфляж позволяет животному оставаться незамеченным. Животные используют цвет для рекламы таких услуг, как чистка, среди животных других видов; сигнализировании о своём сексуальном состоянии другим представителям того же вида; и в мимикрии, используя предупреждающую окраску другого вида. Некоторые животные используют внезапное появление ярких цветов для отпугивания хищников. Такие животные как зебры используют расчленяющую окраску для размытия контуров конкретного индивида при быстром групповом движении, сбивая этим с толку нападающего хищника. Некоторые животные окрашены для физической защиты: в их коже есть пигменты для защиты от солнечных ожогов, а у некоторых лягушек кожа может осветляться или затемняться для регулирования температуры. Наконец, животные могут иметь случайную окраску. Например, кровь красная, потому что гемовый пигмент, необходимый для переноса кислорода, красного цвета. Животные, окрашенные таким образом, могут иметь поразительные естественные узоры.
Животные производят цвет как прямым, так и косвенным образом. Непосредственное производство происходит за счет присутствия видимых цветных клеток, известных как пигменты. Косвенное производство происходит благодаря клеткам, известным как хроматофоры, которые представляют собой содержащие пигмент клетки, такие как волосяные фолликулы. Распределение частиц пигмента в хроматофорах может меняться под гормональным или нейрональным контролем. На примере рыб было продемонстрировано, что хроматофоры могут напрямую реагировать на раздражители окружающей среды, такие как видимый свет, ультрафиолетовое излучение, температура, pH, химические вещества и т. д. Изменение цвета помогает отдельным животным стать более или менее заметными и является важным при агонистических проявлениях и маскировке. Некоторые животные, в том числе многие бабочки и птицы, имеют микроскопические структуры в чешуйках, щетинках или перьях, которые придают им блестящие переливающиеся цвета. Другие животные, в том числе кальмары и некоторые глубоководные рыбы, могут излучать свет, иногда разных цветов. Часто животные одновременно используют два или более из этих механизмов для получения необходимых им цветов и эффектов.

## Эволюционные причины окраски животных

### Криптическая окраска

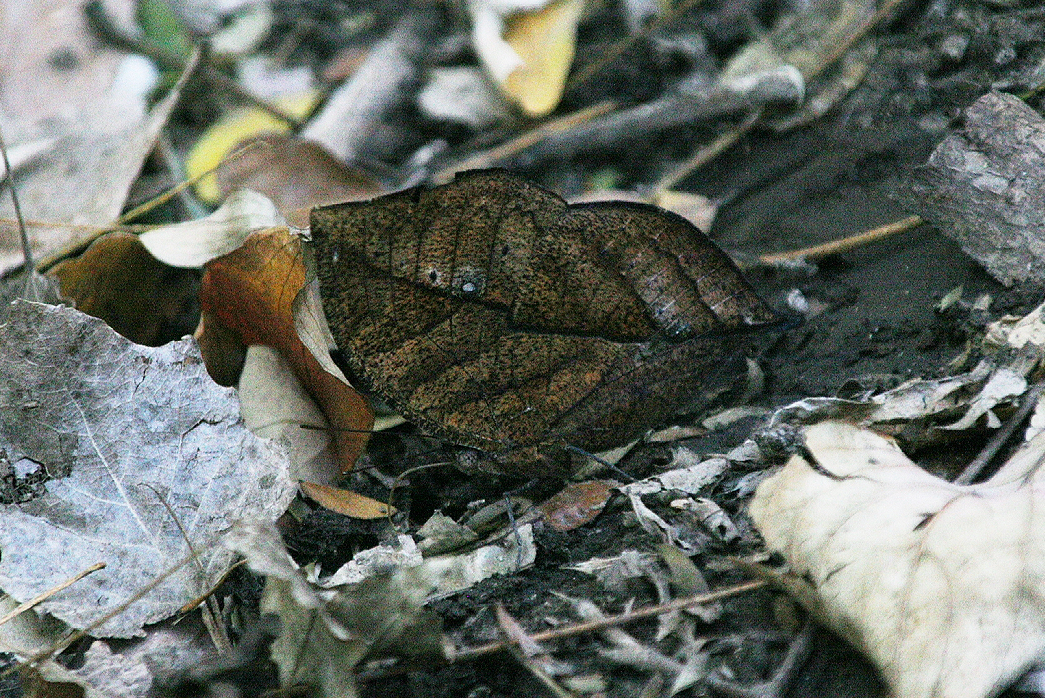
Замаскированная бабочка Kallima inachus (в центре) имеет защитное сходство с сухим опавшим листом

Различают четыре типа криптической, или защитной, окраски: защитное сходство, агрессивное сходство, дополнительная защита и переменное защитное сходство. Защитное сходство используется животными, являющимися добычей, для избегания хищников. Оно включает в себя особое защитное сходство, называемое мимезисом, при котором все животное похоже на какой-то другой предмет, например, когда гусеница напоминает веточку или птичьи погадки. При общем защитном сходстве, которое называют крипсис, текстура животного сливается с фоном, например, когда цвет и рисунок мотылька сливаются с корой дерева.
Агрессивное сходство используют хищники или паразиты. При особом агрессивном сходстве животное похоже на что-то другое, заманивая добычу или хозяина, например, когда цветочный богомол напоминает цветок определённого вида, например орхидею. При общем агрессивном сходстве хищник или паразит сливается с фоном, например, когда леопарда плохо видно в высокой траве.

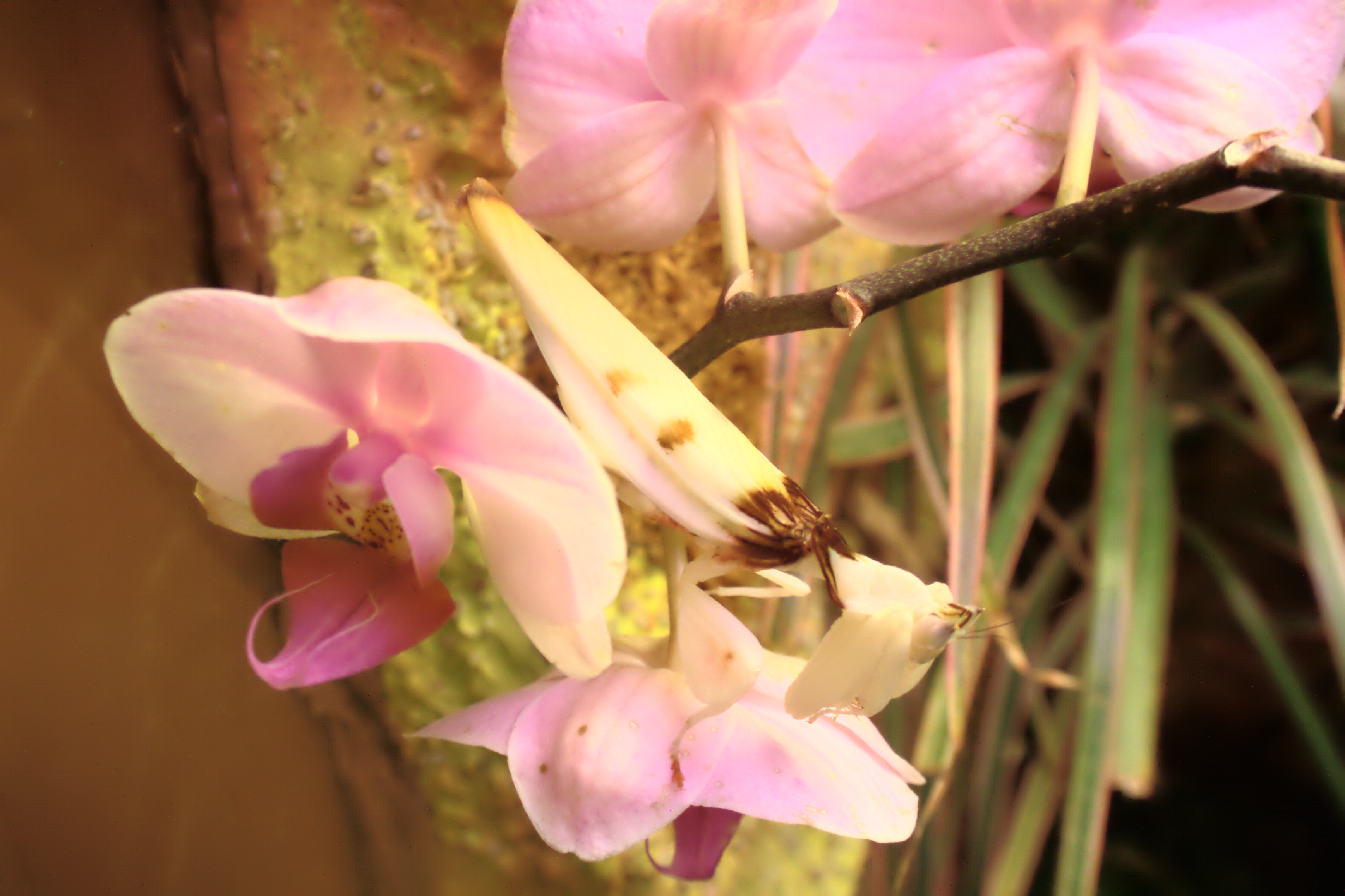
Цветочный богомол Hymenopus coronatus использует так называемую агрессивную мимикрию

В качестве дополнительной защиты животное использует такие материалы, как ветки, песок или кусочки ракушек, чтобы скрыть свои контуры, например, когда личинка ручейника строит чехол или когда некоторые виды крабов из семейства Majoidea украшают свою спину водорослями, губками и камнями.
При переменном защитном сходстве животное, такие животные как хамелеоны, камбалы, кальмары или осьминоги, меняют рисунок и цвет своей кожи, используя специальные хроматофорные клетки, чтобы напоминать тот фон, на котором оно в данный момент находится (а также для передачи сигналов).
Основными механизмами создания этих сходств в природе является крипсис, слияние с фоном так, что их становится трудно увидеть (это охватывает как особое, так и общее сходство); деструктивное создание рисунков, когда цвет и рисунок разбивают контур животного, что в основном связано с общим сходством; мимезис, напоминание другие предметы, не представляющие особого интереса для наблюдателя, что относится к особому сходству; противозатенение с использованием градуированных цветов для создания иллюзии плоскостности, что связано главным образом с общим сходством; и противоосвещение, создающее свет, соответствующий фону, особенно у некоторых видов кальмаров.
Противозатенение было впервые описано американским художником Эбботтом Хэндерсоном Тейером, пионером теории окраски животных. Тейер заметил, что в то время как художник берет плоский холст и использует цветную краску, чтобы создать иллюзию твердости, рисуя в тенях, у таких животных, как олени, спина часто бывает темнее, а к животу становится светлее, создавая иллюзию плоскостности и невидимости на соответствующем фоне. Наблюдение Тейера, что «у нарисованных природой животных наиболее темными являются те части тела, которые больше всего освещены светом неба, и наоборот» называется законом Тейера.

### Сигнализирование
Цвет широко используется для передачи сигналов у разнообразных животных, таких как птицы и креветки. Сигнализирование может быть отпугивающим или притягивающим:
- аттракция (привлечение) — сигнализирование о возможностях или услугах другим животным, независимо от того, относятся ли они к одному виду или нет. Частный случай аттрактации — половой отбор, при котором представители одного пола предпочитают спариваться с представителями другого пола определённой окраски, что способствует развитию такой окраски.
- отпугивание — предупреждение, чтобы сигнализировать о том, что животное вредно, например, может жалить, ядовито или имеет горький вкус. Предупреждающие сигналы могут быть правдивыми или неправдивыми.

#### Рекламирование
Рекламирующая окраска может сигнализировать об услугах, которые животное предлагает другим животным. Они могут принадлежать к одному и тому же виду, как при половом отборе, или к разным видам, как при чистящем симбиозе. Сигналы, которые часто сочетают в себе цвет и движение, могут быть поняты многими различными видами; например, места очистки полосатой коралловой креветки Stenopus hispidus посещают различные виды рыб и даже рептилии, такие как морская черепаха бисса.

#### Половой отбор
Самцы некоторых видов, например райских птиц, очень отличаются от самок. Как только самки начинают выбирать самцов по какой-либо конкретной характеристике, например длинному хвосту или цветному гребню, эта характеристика все больше и больше подчеркивается у самцов. В конце концов, все самцы будут обладать характеристиками, по которым самки проводят половой отбор, поскольку только эти самцы смогут воспроизводить потомство. Этот механизм достаточно мощный, чтобы создавать черты, которые в других отношениях крайне невыгодны для самцов. Например, у самцов некоторых видов райских птиц лентовидные перья на крыльях или хвосте настолько длинные, что затрудняют полет, а их яркая окраска может сделать самцов более уязвимыми перед хищниками. В некоторых, крайних случаях, половой отбор может привести к исчезновению вида, как это предполагается в случае с огромными рогами самцов большерогого оленя, которые, возможно, затрудняли передвижение и кормление взрослых самцов.
Возможны различные формы полового отбора, включая соперничество между самцами и отбор самок самцами.

#### Предупреждение
Предупреждающая окраска (апосематизм) по сути является «противоположностью» камуфляжа и частным случаем рекламирования. Его функция — сделать животное, например, осу или змею кораллового аспида, очень заметным для потенциальных хищников, чтобы его заметили, запомнили, а затем избегали. Как отмечают исследователи, «человеческие предупреждающие знаки используют те же цвета — красный, жёлтый, чёрный и белый — которые природа использует для рекламирования опасных существ». Предупреждающие цвета работают, поскольку потенциальные хищники ассоциируют их с чем-то, что делает животное предупреждающего цвета неприятным или опасным. Этого можно достичь несколькими способами, используя комбинирование:

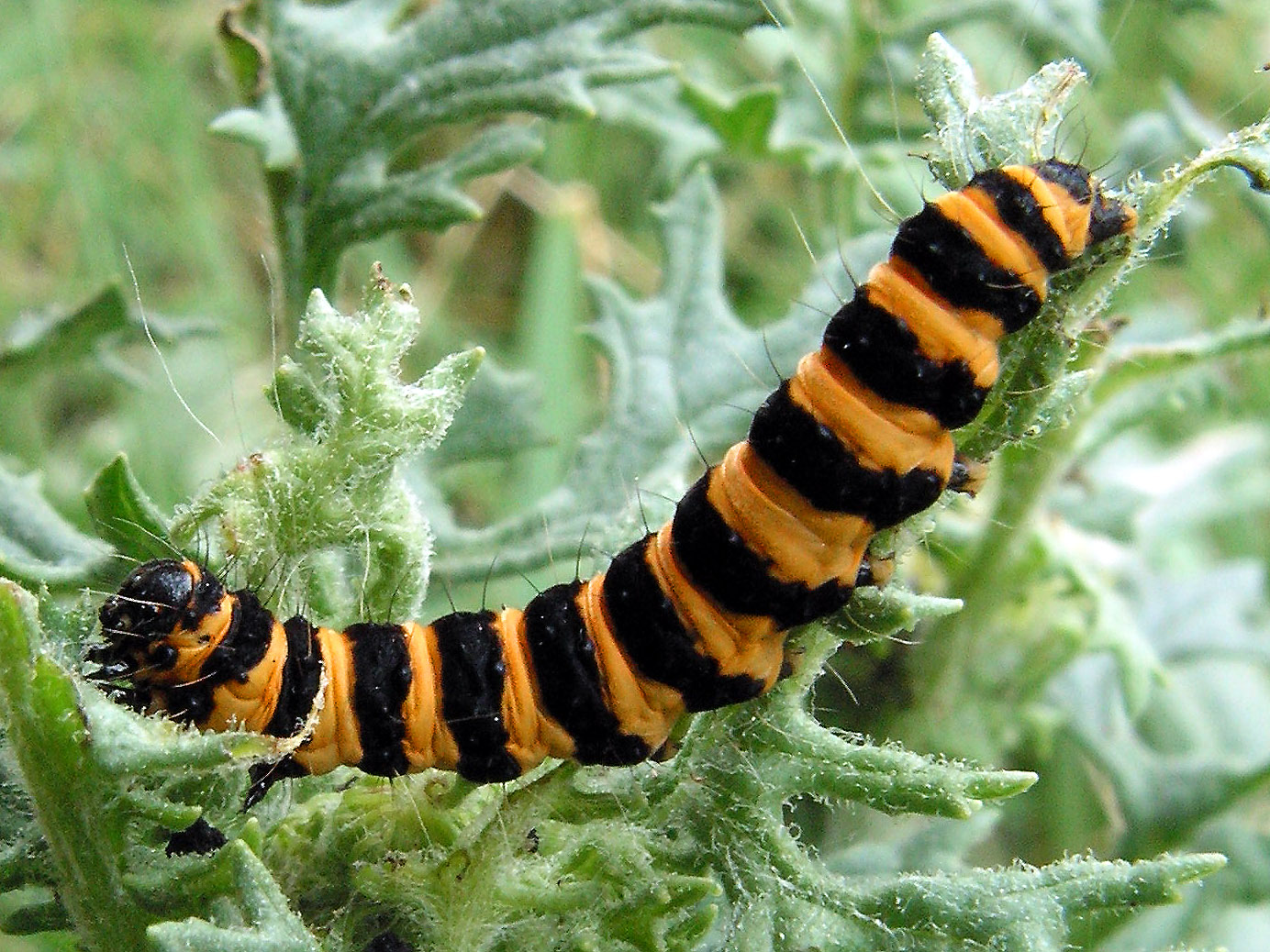

- Неприятный вкус. Например, гусеницы, куколки и взрослые особи бабочек медведицы крестовниковой (Tyria jacobaeae), данаиды монарха (Danaus plexippus) и Euphydryas chalcedona содержат в крови горькие на вкус химические вещества[11]. Одна данаида монарх содержит более чем достаточно токсина, подобного токсину наперстянки, чтобы убить кошку, а выделение этой бабочки вызывает рвоту у скворцов[12].
- Неприятный запах. Например, скунс может выделять жидкость со стойким и сильным очень неприятным запахом[13].
- Агрессивны и способны защитить себя, например, медоедBlack, White and Stinky: Explaining Coloration in Skunks and Other Boldly coloured Animals. University of Massachusetts Amberst (27 мая 2011). Дата обращения: 13 мая 2024..
- Ядовиты. Например, оса может нанести болезненный укус, а змеи, такие как гадюки или коралловый аспид, могут нанести смертельный укус[9].

Предупреждающая окраска может быть успешной либо благодаря врожденному поведению (инстинкту) потенциальных хищников, либо благодаря заученному избеганию, являющемуся условным рефлексом). И то, и другое может привести к различным формам мимикрии. Эксперименты показали, что избеганию обучаются птицы, млекопитающие, ящерицы и земноводные, в то время как у некоторых птиц, таких как большая синица, есть врожденное избегание определённых цветов и рисунков, таких как чёрные и жёлтые полосы.

### Мимикрия
Мимикрия означает, что один вид животных достаточно похож на другой вид, чтобы обмануть хищников. Чтобы эволюционировать, имитируемые виды должны иметь предупреждающую окраску, потому что их горький вкус или опасность дают естественному отбору над чем поработать. Как только вид обретает небольшое, случайное сходство с видами с предупреждающей окраской, естественный отбор может привести его цвета и узоры к более совершенной мимикрии. Существует множество возможных механизмов, наиболее известными из которых являются:
- Бейтсовская мимикрия, когда съедобный вид напоминает неприятный на вкус или опасный вид. Чаще всего встречается у насекомых, таких как бабочки и мухи. Например, сходство безобидных мух журчалок, у которых нет жала, с пчелами.
- Мюллеровская мимикрия, когда два или более неприятных на вкус или опасных видов животных похожи друг на друга. Наиболее распространена среди перепончатокрылых насекомых, таких как осы и пчелы.

При Бейтсовской мимикрии съедобное животное-жертва хоть немного напоминает неприятное животное, естественный отбор отдает предпочтение тем особям, которые хотя бы немного больше напоминают неприятный вид. Это связано с тем, что даже небольшая степень защиты уменьшает хищничество и увеличивает вероятность того, что отдельный мимикрирующий индивид выживет и размножится. Например, многие виды журчалок окрашены в чёрный и жёлтый цвета, как пчелы, и поэтому птицы их избегают. При Мюллеровской мимикрии неприятное животное начинает напоминать более распространённое неприятное животное, естественный отбор отдает предпочтение особям, которые хотя бы немного больше напоминают цель. Например, многие виды жалящих ос и пчел одинаково окрашены в чёрный и жёлтый цвета. Объяснение Фрицем Мюллером механизма этого явления было одним из первых применений математики в биологии. Он утверждал, что хищник, например молодая птица, должен атаковать хотя бы одно насекомое, скажем, осу, чтобы понять, что чёрный и жёлтый цвета означают жалящее насекомое. Если бы пчелы были другого цвета, молодой птице пришлось бы напасть и на одну из них. Но когда пчелы и осы похожи друг на друга, молодой птице достаточно напасть только на одну из всей группы, чтобы научиться избегать их всех. Таким образом, меньшее количество пчел подвергается нападению, если они имитируют ос; то же самое относится и к осам, имитирующим пчел. Результатом является взаимное сходство для взаимной защиты.

### Отвлечение

#### Отпугивание
Некоторые животные, такие как многие ночные бабочки, богомолы и саранчовые, имеют набор угрожающих или пугающих действий, например, внезапное появление заметных глазков или пятен ярких и контрастных цветов, чтобы отпугнуть или на мгновение отвлечь хищника. Это даёт жертве возможность убежать. Поведение скорее дейматическое (отпугивающее), чем апосематическое, поскольку эти насекомые приятны хищникам, поэтому предупреждающие цвета — это блеф, а не «честный» сигнал.

#### Ослепляющее движение
Некоторые животные, выступающие в роли добычи, такие как зебры покрыты высококонтрастными узорами, которые, возможно, помогают сбить с толку хищников, таких как львы, во время погони. Предполагается, что яркие полосы стада бегущих зебр мешают хищникам точно оценить скорость и направление движения добычи или идентифицировать отдельных животных, что даёт жертве больше шансов на спасение. Поскольку из-за ослепляющих узоров (например, полосы зебры) животных сложнее поймать при движении, но легче обнаружить, когда они неподвижны, существует эволюционный компромисс между ослеплением и камуфляжем. Есть свидетельства того, что полосы зебры могут обеспечить некоторую защиту от мух и кусающих насекомых.

#### Физическая защита
Многие животные имеют темные пигменты, такие как меланин, в коже, глазах и шерсти, чтобы защитить себя от солнечных ожогов (повреждения живых тканей, вызванного ультрафиолетовым светом). Другим примером фотозащитных пигментов являются ЗФБ-подобные белки некоторых кораллов. Предполагается, что у некоторых медуз ризостомины защищают от повреждения ультрафиолетом.

#### Регулирование температуры
Некоторые лягушки, такие как Bokermannohyla alvarengai, которая греется на солнце, осветляют цвет своей кожи в жаркую погоду (и темнеют в холодную), заставляя свою кожу отражать больше тепла и таким образом избегают перегрева.

#### Случайная окраска
Некоторые животные окрашены случайно, потому что их кровь содержит пигменты. Например, земноводные, такие как европейский протей, живущий в пещерах, могут быть в основном бесцветными, поскольку цвет не имеет никакой функции в среде их обитания, но у них имеется слабый красный оттенок из-за гемового пигмента в их эритроцитах, необходимый для переноса кислорода. В их коже также есть немного рибофлавина оранжевого цвета. Альбиносы и люди со светлой кожей имеют схожий цвет по той же причине.

## Механизмы окраски у животных
Окраска животных может быть результатом комбинаций пигментов, хроматофоров, структурной окраски и биолюминесценции.